# عميد مشتهى
عميد مشتهى (1974-2024) هو طبيب فلسطيني من سكان محافظة خان يونس، عمل كرئيس دائرة الطب المخبري وبنك الدم في وزارة الصحة الفلسطينية في غزة. اغتيل في 6 يناير 2023 خلال ضربةٍ جوية نفذتها القوات الجوية الإسرائيلية على منزله الكائن في خان يونس، وذلك خلال الرد الإسرائيلي على عملية طوفان الأقصى.